# Paul Ryan

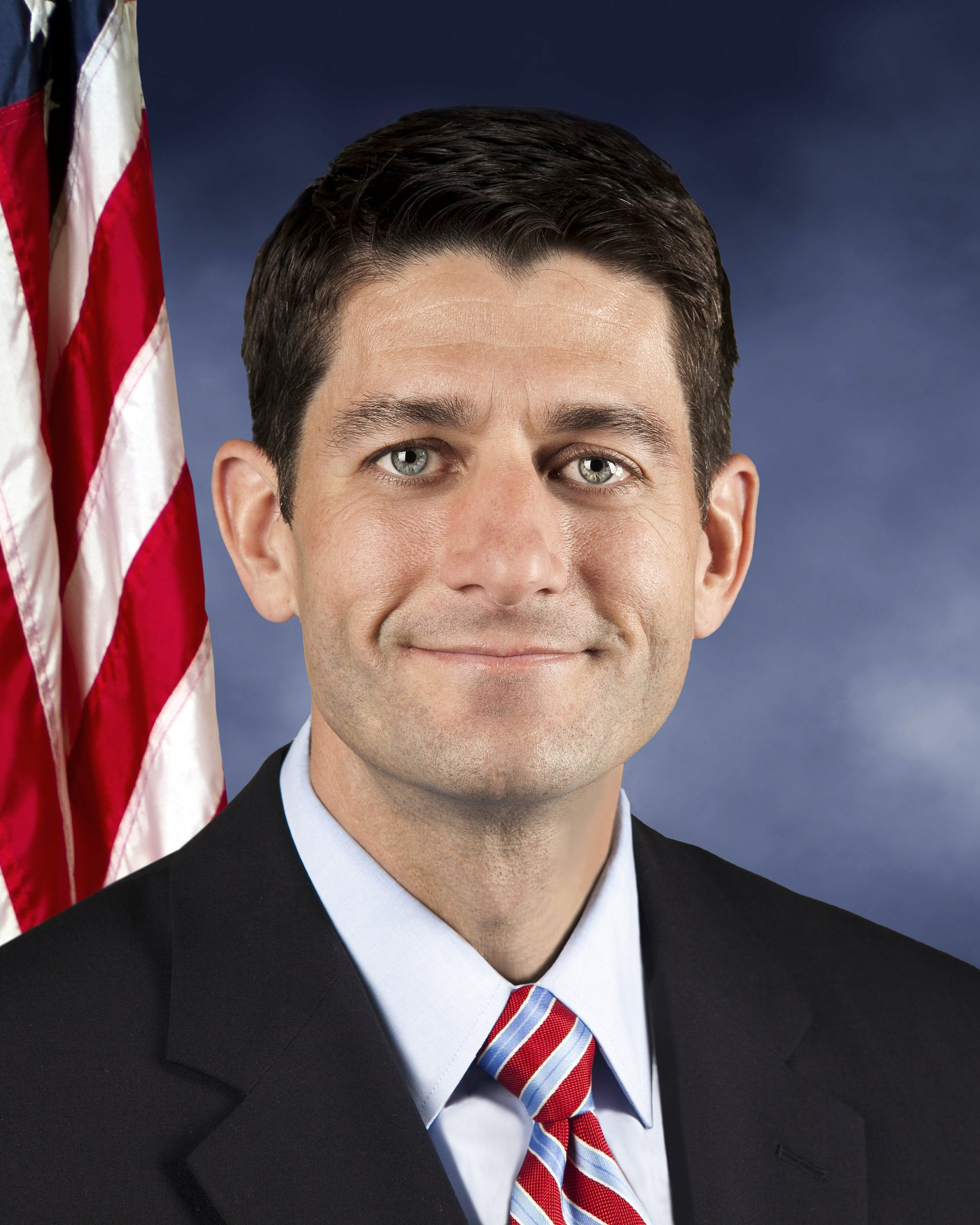
Retrat oficial de Paul Ryan a la Cambra de Representants, el 2012

Paul Davis Ryan (Janesville, Wisconsin, 29 de gener de 1970) és un polític republicà estatunidenc. Va ser el candidat a la vicepresidència de Mitt Romney a les eleccions presidencials estatunidenques de 2012.
És un propagandista de la política de retallades i d'austeritat, que ell justificà amb l'obra del professor de Harvard Kenneth Rogoff, que va adverar-se una teoria caduca, recolzada a un error de càlcul en Excel, palesada per l'estudi del doctorand Thomas Herndon l'abril de 2013.